# Datana ministra
Datana ministra är en fjärilsart som beskrevs av Dru Drury 1773. Datana ministra ingår i släktet Datana och familjen tandspinnare. Inga underarter finns listade i Catalogue of Life.

## Bildgalleri

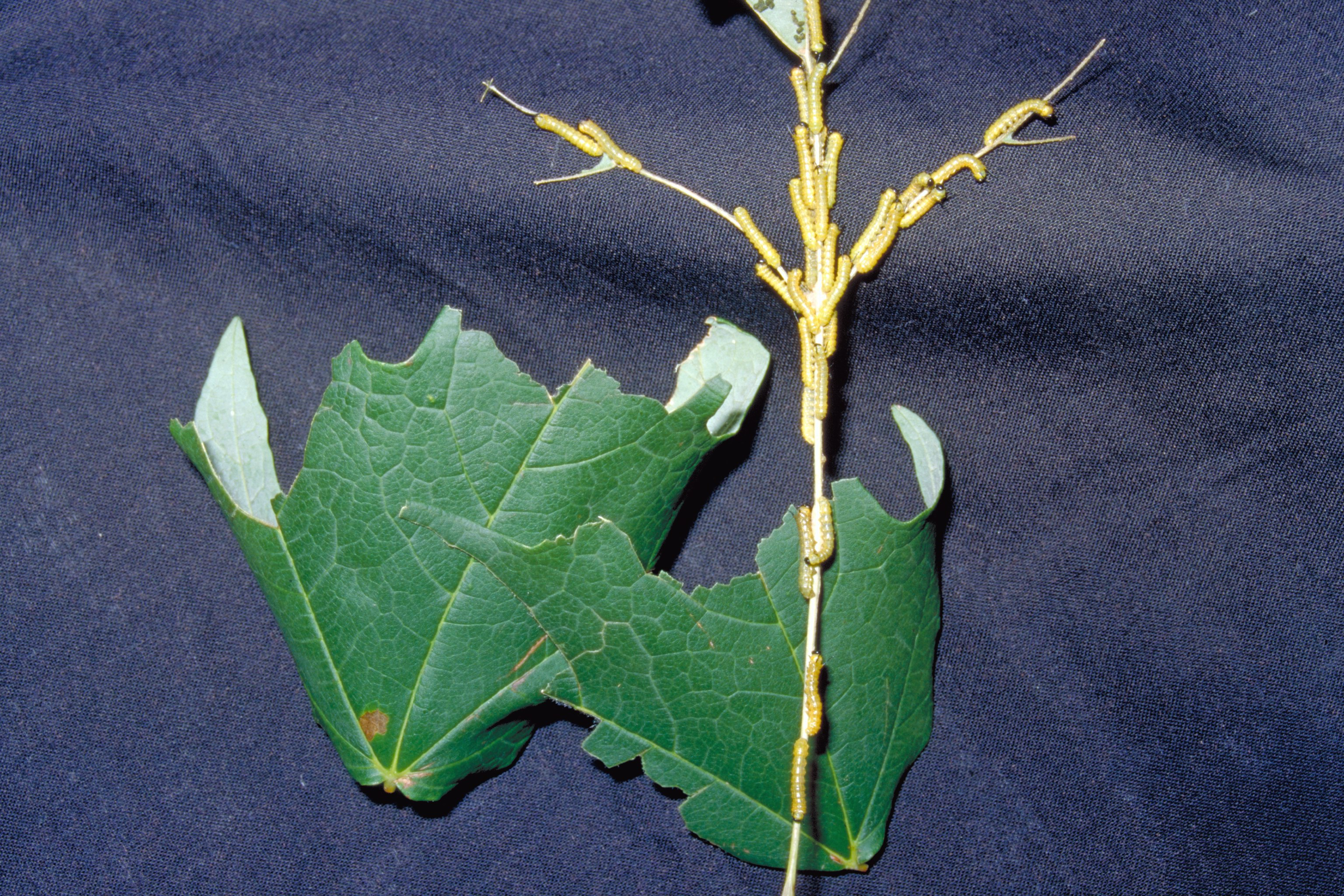
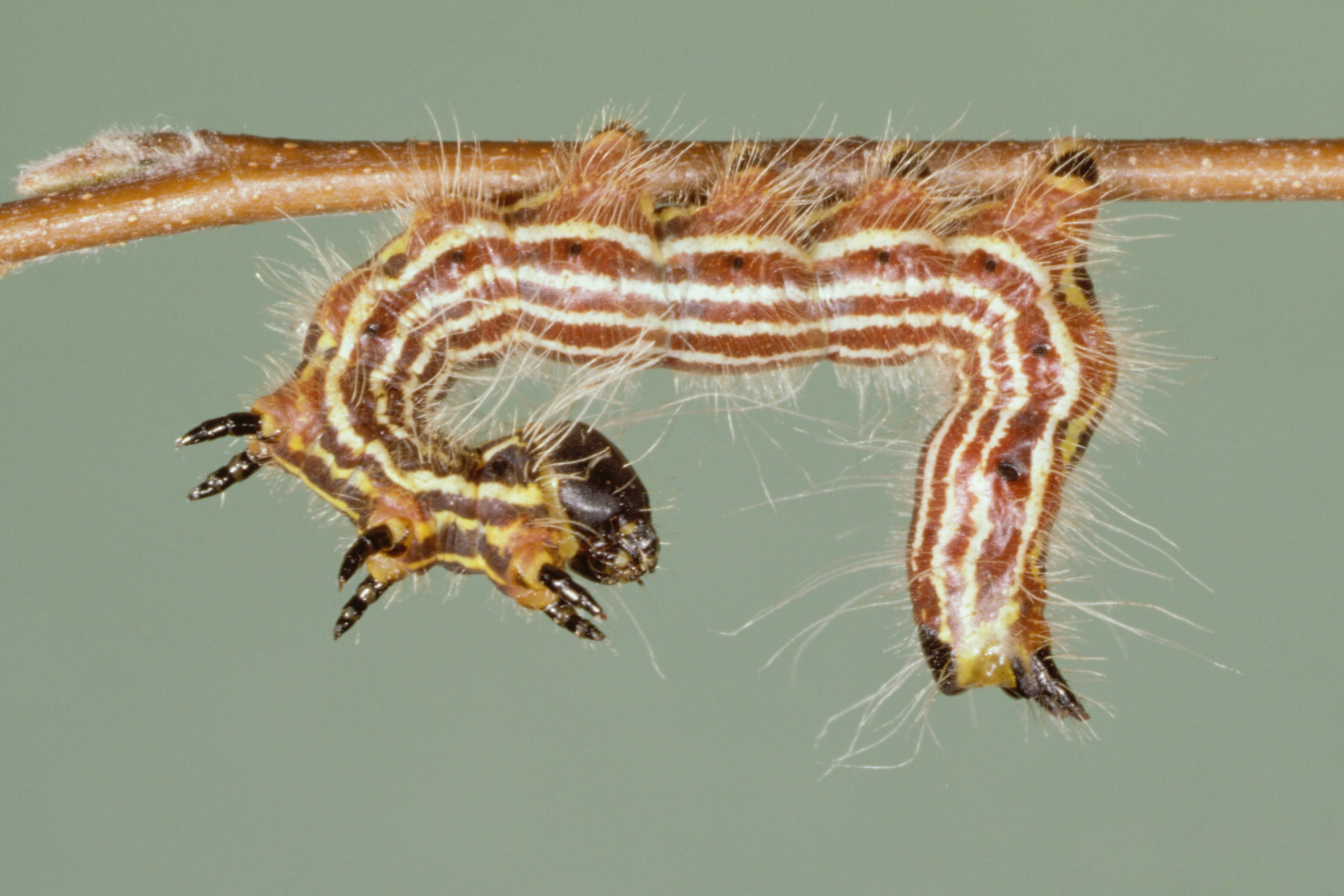
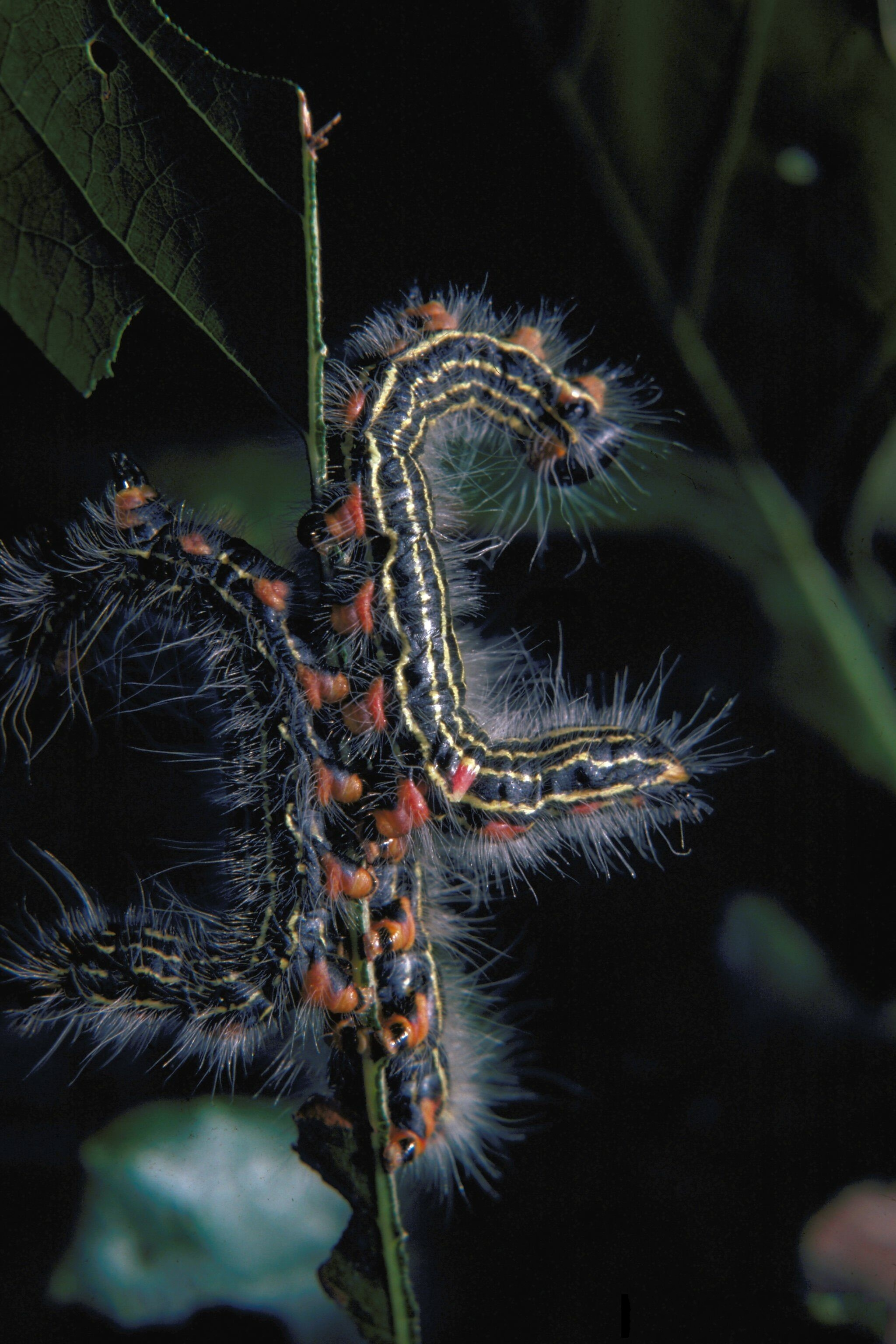
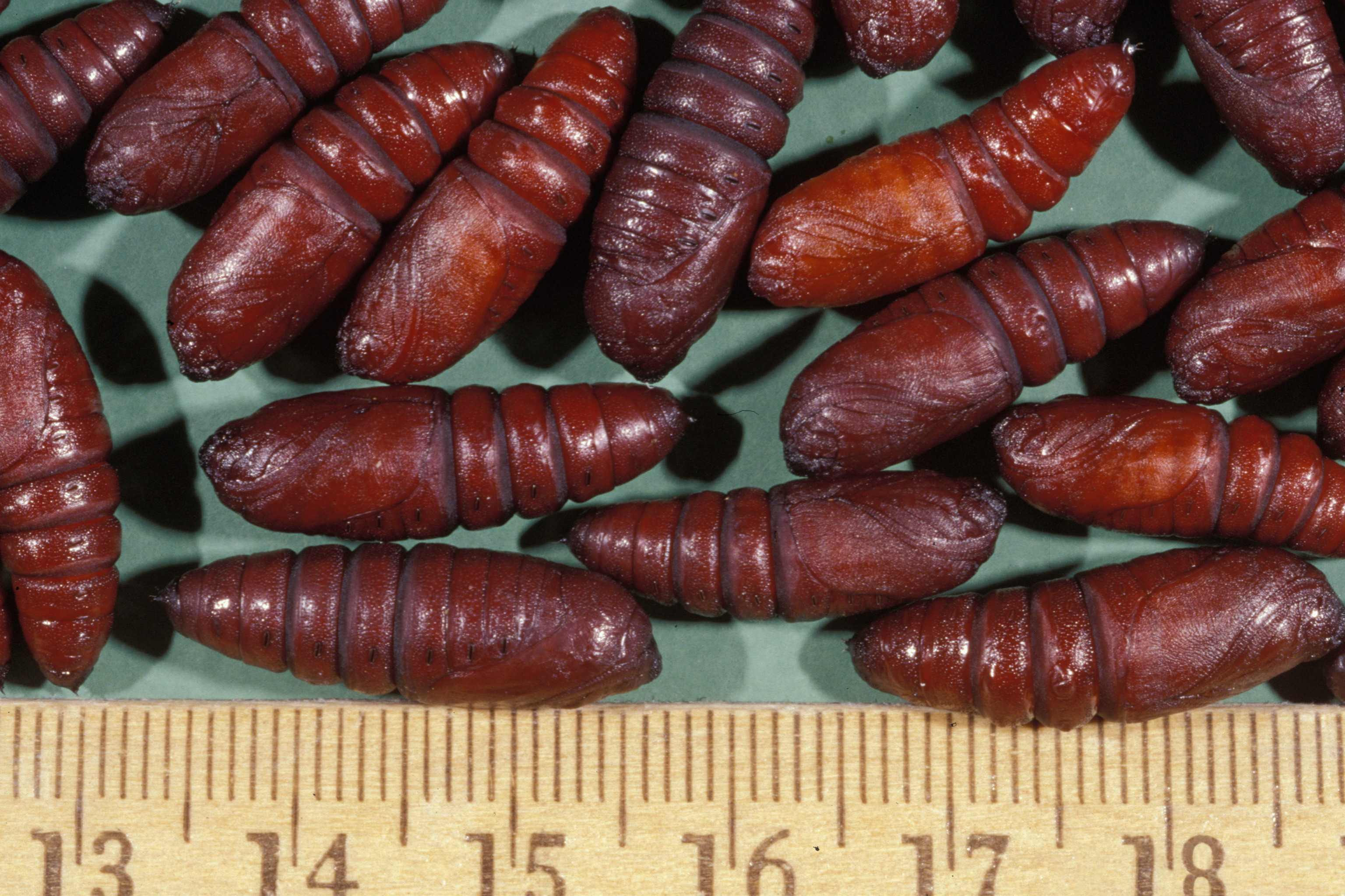